# Hebetica arechavaleta
Hebetica arechavaleta är en insektsart som beskrevs av Goding. Hebetica arechavaleta ingår i släktet Hebetica och familjen hornstritar. Inga underarter finns listade i Catalogue of Life.